# 上田茂行
上田 茂行（うえだ しげゆき、1947年4月18日 - ）は、日本の元政治家。元自由民主党所属の衆議院議員（1期）。

## 経歴
滋賀県出身。父親は野崎欣一郎が滋賀県知事だった時代（1966年～1974年）に絶大な力をふるった上田建設社長の上田茂男。
慶應義塾大学経済学部在学中に田中角栄の秘書となる。1970年に卒業。
1972年、25歳で第33回衆議院議員総選挙において滋賀全県区から自由民主党公認で立候補して当選。戦後生まれ初の国会議員になった。派閥は秘書をしていた関係から田中派に入った（同じ選挙区の山下元利も田中派。）。選挙後、陣営から多数の選挙違反者が出ることになった。
在職中は自民党全国組織委員会遊説局次長を務めた。
1976年の第34回衆議院議員総選挙は、実父が県土地公社を舞台としたスキャンダルに関与した疑いで起訴されるタイミングと重なった。選挙戦では「父子のきずなを超えて対決すべき時は対決する」と父親と一線を画すことを主張したが、前回の選挙違反問題やロッキード事件もあり、あえなく落選。次の1979年の総選挙には立候補しなかった。
その後、1986年の第14回参議院議員通常選挙において滋賀県選挙区から自民党公認で立候補したが、現職の山田耕三郎（無所属）に敗れて落選した。選挙中、写真週刊誌『FOCUS』（新潮社）1986年6月20日号において「”金権候補”など事実無根の記事を掲載された」として新潮社と『FOCUS』編集長に対し、謝罪広告の掲載と慰謝料の支払いを求め、大津地裁に提訴した。裁判では上田の訴えが認められた。
この他、上田物産、新日本レースの各社長や青年政治研究会所長などを歴任した。
俳優の土平ドンペイは上田の経営していた会社の元社員であった。